# Morang District
Morang District er et af Nepals 75 administrative og politiske regioner, betegnet distrikter (lokalt betegnet district, zilla, jilla el. जिल्ला). Morang er et distrikt i lavlandet Terai, som ligger i Kosi Zone i Eastern Development Region.
Morang areal er 1.855 km² og der boede ved folketællingen 2001 i alt 843.220 og i 2007 941.877 i distriktet. Distriktets politiske organ District Development Committee er sammensat gennem indirekte valg, med repræsentation fra hver af de 9-17 administrative enheder ilakaer, hvert distrikt er opdelt i. 
Morang District er endvidere opdelt i 66 udviklingskommuner (lokalt navn: Gaun Bikas Samiti (G.B.S.) el. Village Development Committee (VDC)), hvoraf byer med over 10.000 indbyggere kategoriseres som købstæder (municipalities). 
Morang District er udviklingsmæssigt – gennem anvendelse af FN og UNDP's Human Development Index – kategoriseret som nr. 8 ud af Nepals 75 distrikter.

## Eksterne links
- Kort over Morang District
- Morang District sundhedsprofil – fra FN-Nepal (på engelsk)

26°40′N 87°30′Ø / 26.67°N 87.5°Ø